# رولاند بيتي
رولاند بيتي (بالفرنسية: Roland Petit)‏ هو معلم الباليه ‏ وراقص باليه فرنسي، ولد في 13 يناير 1924 في فيامومب ‏ في فرنسا، وتوفي في 10 يوليو 2011 في جنيف في سويسرا بسبب ابيضاض الدم.

## وصلات خارجية
- الموقع الرسمي
- رولاند بيتي على موقع IMDb (الإنجليزية)
- رولاند بيتي على موقع الموسوعة البريطانية (الإنجليزية)
- رولاند بيتي على موقع مونزينجر (الألمانية)
- رولاند بيتي على موقع ميوزك برينز (الإنجليزية)
- رولاند بيتي على موقع قاعدة بيانات برودواي على الإنترنت (الإنجليزية)
- رولاند بيتي على موقع ديسكوغز (الإنجليزية)
- رولاند بيتي على موقع قاعدة بيانات الفيلم (الإنجليزية)